# Томас Біті
Томас Біті (англ. Thomas Beatie), уроджений Трейсі Лагондіно (англ. Tracy Lehuanani LaGondino; нар. 20 січня 1974, Гонолулу, Гаваї) — транс-чоловік, який зробив операцію зі зміни статі в 2002 році, і став відомим як перший «вагітний чоловік» після того, як завагітнів шляхом штучного запліднення в 2007 році. На народження дитини Біті сподвигло безпліддя дружини; вони скористалися банком донорської сперми.

## Біографія
Уроджений Трейсі Лагондіно, Томас Біті народився і виріс в Гонолулу, штат Гаваї. Він був першим з двох дітей у сім'ї. Його мати, яка народилася в Сан-Франциско, мала англійські, ірландські, шотландські та валлійські коріння, а батько, що народився і виріс на Гаваях, — корейські та філіппінські.
У підлітковому віці Біті, будучи дівчиною, став фіналістом конкурсу Miss Hawaii Teen USA. Він регулярно з'являвся на національному телешоу з аеробіки Basic Training, а пізніше став культуристом.
У 1996 році Біті закінчив долікарський курс у Гавайському університеті (Pre-Med), після чого продовжив програму навчання MBA для керівників. У 1997 році Біті заснував компанію Define Normal з роздрібної торгівлі одягом, яка пізніше стала випускати відеопродукцію. Біті також займається рукопашним боєм і має чорний пояс з тхеквондо.
У віці 10 років Біті почав ідентифікувати себе з чоловічою статтю. У віці 23 років він почав лікування гормональною терапією. У березні 2002 року Біті зробили операцію зі зміни статі, проте внутрішні репродуктивні органи залишилися недоторканими.  Перед весіллям він офіційно змінив своє ім'я через офіс віце-губернатора штату, після чого було змінено його ім'я і стать у документах, у тому числі в свідоцтві про народження, водійських правах, паспорті та картці соціального страхування.
5 лютого 2003 року Біті одружився з Ненсі Гіллеспі, їх різностатевий шлюб був зареєстрований на Гаваях, в тому ж році вони переїхали в місто Бенд, штат Орегон. У 2009 році Томас Біті народив другу дитину, а в 2010 році — третю.
У Томаса Біті збереглися жіночі статеві органи, що й дозволило йому народити, але юридично він вважається чоловіком.